# TK-210
Le TK-210 (en russe : ТК-210) est le septième sous-marin nucléaire lanceur d'engins (en russe : Тяжёлые ракетные подводные крейсеры стратегического назначения, abrégé en ТРПКСН, littéralement « croiseur lourd sous-marin lanceur d'engins ») du projet 941 « Akula » (code OTAN : classe Typhoon).

## Service
Sa quille est posée en 1986 au chantier naval no 402 de la Sevmash à Severodvinsk. Il ne sera cependant jamais terminé à la suite des accords américano-russes SALT I et II. Selon certaines rumeurs (à confirmer) le TK-210 aurait pu transporter 26 missiles R-39 (RSM-52). Néanmoins cette information semble peu probable vu la doctrine de l'URSS à la fin des années 1980[réf. nécessaire].
À la fin des années 1990, les éléments de la coque du TK-210 sont démontés afin de servir comme pièces détachées pour les six sous-marins de la classe Typhoon en activité.